# Ruhr.2010

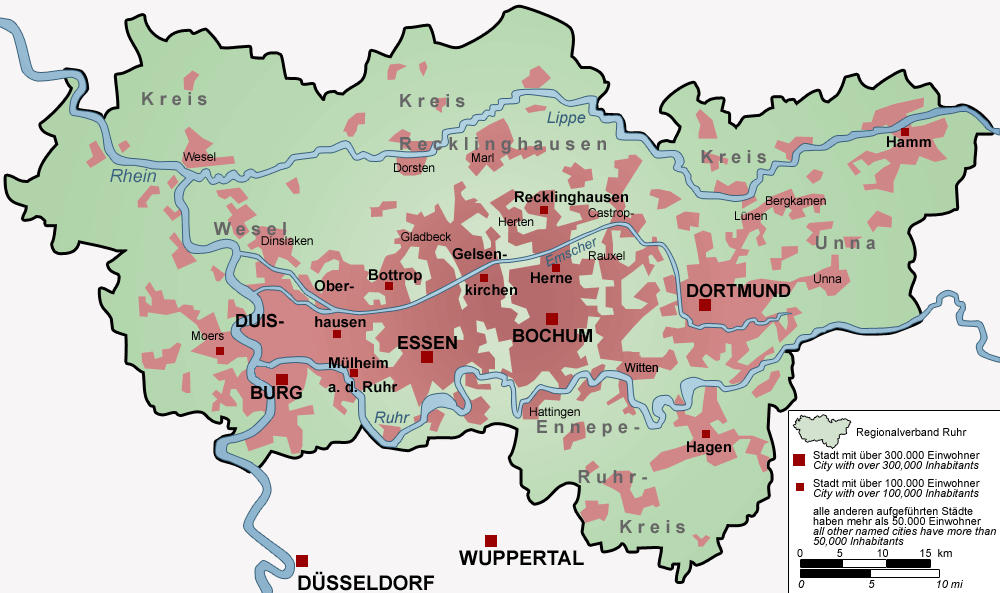
Região do Ruhr

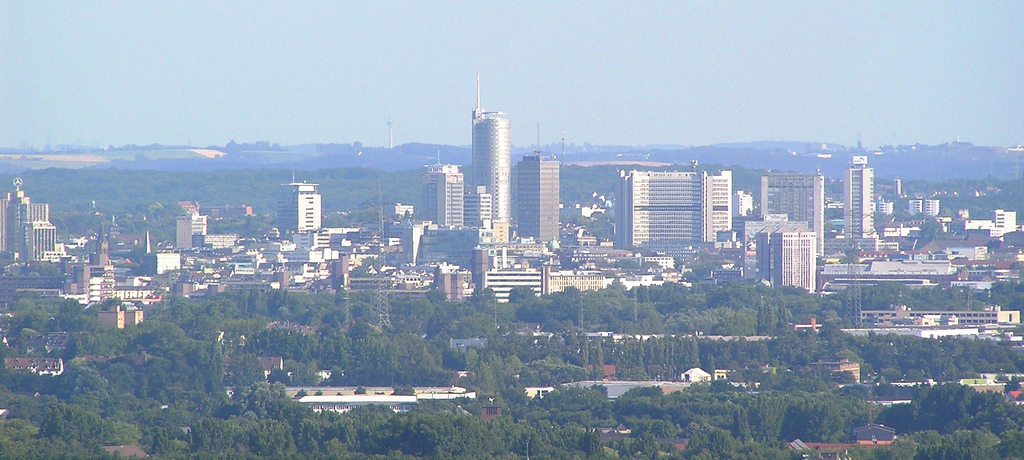
Essen representando o Ruhr como Ruhr.2010

Ruhr.2010 – Kulturhauptstadt Europas foi a campanha na região alemã do Ruhr, que conquistou seu reconhecimento como Capital Europeia da Cultura em 2010. Essa foi a primeira vez que uma região foi considerada, já que Essen representava todas as 53 cidades da região. na aplicação. Outras capitais culturais foram no mesmo ano os Pécs húngaros (Pécs2010) e Istambul na Turquia, onde foram realizadas campanhas semelhantes.

## Cidades participantes
A campanha do Ruhr.2010 incluiu a participação de todas as cidades da região do Ruhr. Além de Essen, que se apresentou durante todo o ano, cada uma das outras cidades teve uma semana para si em 2010, na qual se tornaram o reinante "Herói Local". As cidades participantes foram:
Alpen, Bergkamen, Bochum, Bönen, Bottrop, Breckerfeld, Castrop-Rauxel, Datteln, Dinslaken, Dorsten, Dortmund, Duisburg, Ennepetal, Erkenschwick, Essen, Fröndenberg, Gelsenkirchen, Gevelsberg, Gladbeck, Hagen, Haltern am See, Hamm, Hattingen, Heiligenhaus, Herdecke, Herne, Herten, Holzwickede, Hünxe, Kamen, Kamp-Lintfort, Lünen, Marl, Moers, Mülheim an der Ruhr, Neukirchen-Vluyn, Oberhausen, Recklinghausen, Rheinberg, Schermbeck, Schwelm, Schmitt, Selm, Sons, Unna, Voar, Waltrop, Werne, Wesel, Clima, Witten, Xanten

## Equipe
A equipe da campanha consistia em personalidades conhecidas no mundo artístico e político:
- Diretores administrativos da Ruhr.2010 GmbH:
- Fritz Pleitgen: Primeiro diretor administrativo
- Oliver Scheytt: Diretor administrativo
- Diretores artísticos:
- Karl-Heinz Petzinka: diretor do tema "Cidade das possibilidades"
- Steven Sloane: diretor de "Cidade das Artes"
- Aslı Sevindim: diretor de "Cidade das Culturas"
- Dieter Gorny: diretor "Cidade da Criatividade"